# Monterufoliponny
Monterufoliponnyn en hästras av ponnytyp som härstammar från området runt staden Pisa i Toscana, Italien. Rasen har fått sitt namn från området Monterufoli-Caselli som idag är ett naturreservat med mycket kuperad terräng, och som ligger cirka 100–500 meter över havsytan. Monterufoliponnyn anses härstamma från en numera utdöd hästras, kallad Selvina som levde vilt i dessa trakter för flera hundra år sedan, men det finns inga bevis på detta. Monterufoliponnyerna är runt 130–140 cm i mankhöjd och för det mesta mörka färger som svart eller brun. Under början av 1980-talet fanns bara några få dussin av dessa hästar kvar. Idag har rasen återuppfötts något och det finns cirka 200 stycken, vilket gör rasen mycket ovanlig.  

## Historia
Monterufoliponnyn har utvecklats i området Monterufoli-Caselli, som ligger i närheten av Pisa i Toscana, Italien. Monterufoli-Caselli är idag ett naturreservat med mycket kuperad terräng och kullar. Några anhängare till rasen anser att Monterufolin härstammar från hjordar med vildhästar som förr fanns i området som kallades Selvinahästar, men detta är inte bevisat än då det inte finns någon dokumentation om att det funnits primitiva vildhästar i detta område förut. Monterufolin utvecklades sannolikt som förvildade hästar, ur hästar som rymt eller släppts fria i området. 
Först 1913 började rasen att uppmärksammas när området köptes av adelsätten Gherardesca. Familjen utvecklade ponnyn och förbättrade den genom att selektivt avla ut de bästa exemplaren med inhemska hästraser som Maremmahästar och Tolfetano, samt även arabiska fullblodshingstar. Ponnyerna fick sedan leva halvvilt och etablera sig själva. Ponnyerna spreds i områdena runt Pisa, Livorno och Grosseto. 
Under början av 1900-talet användes Monterufoliponnyerna främst som körhästar då de var ihärdiga dragdjur. Ponnyerna var populära hos handelsmän och läkare som uppskattade dem till att dra vagnarna, men även bönder utnyttjade ponnyerna till sina jordbruk. Men ponnyerna drabbades hårt av effekterna från mekaniseringen och andra världskriget och rasen föll nästan i glömska. De hästdragna vagnarna och jordbrukshästarna ersattes med fordon och traktorer, och det ökade intresset för ridsporten gjorde att ponnyerna ersattes med mer atletiska hästar. 
Under början 1980-talet fanns bara ett fåtal dussin Monterufoliponnyer kvar. Rasen fick beskydd genom staten när Monterufoli-Caselli blev ett naturreservat. Stammen har nu återbyggts något och idag finns cirka 200 ponnyer, en markant ökning som räddat rasen från hot, även om den fortfarande är ovanlig.

## Egenskaper
Monterufoliponnyn är en medelstor ponny på cirka 130–140 cm. Då rasen lever halvvilt är de mycket härdade och sunda och klarar sig på enbart bete eller lite hö. Ponnyerna är främst mörka, oftast svarta eller bruna. Huvudet är stort och långt med en rak nosprofil och halsen är kort och smal. Ryggen är kort men bred och stark och bakdelen är väl rundad. Hovarna är kompakta och hårda. 
De ponnyer som lever i fångenskap används främst som ridponnyer för barn och även till körning. Ponnyerna är lätthanterliga och med ett stabilt temperament. Ponnyerna är kända för att bli långlivade.   